# Carex hakkodensis
Carex hakkodensis är en halvgräsart som beskrevs av Adrien René Franchet. Carex hakkodensis ingår i släktet starrar, och familjen halvgräs. Inga underarter finns listade i Catalogue of Life.

## Bildgalleri

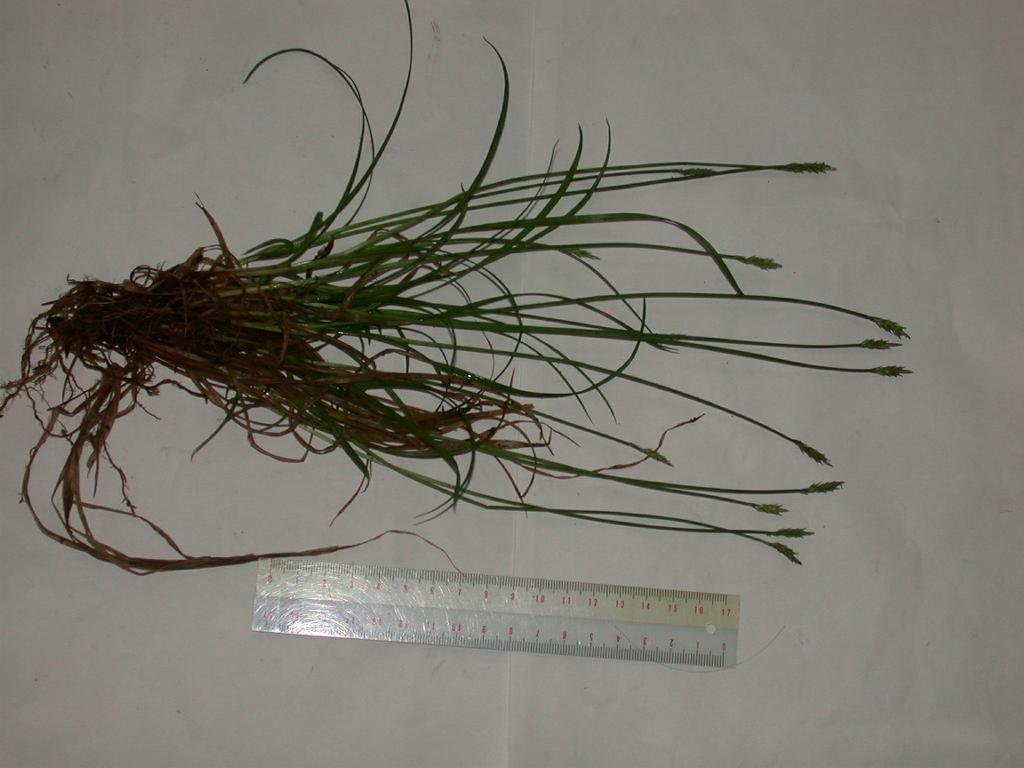
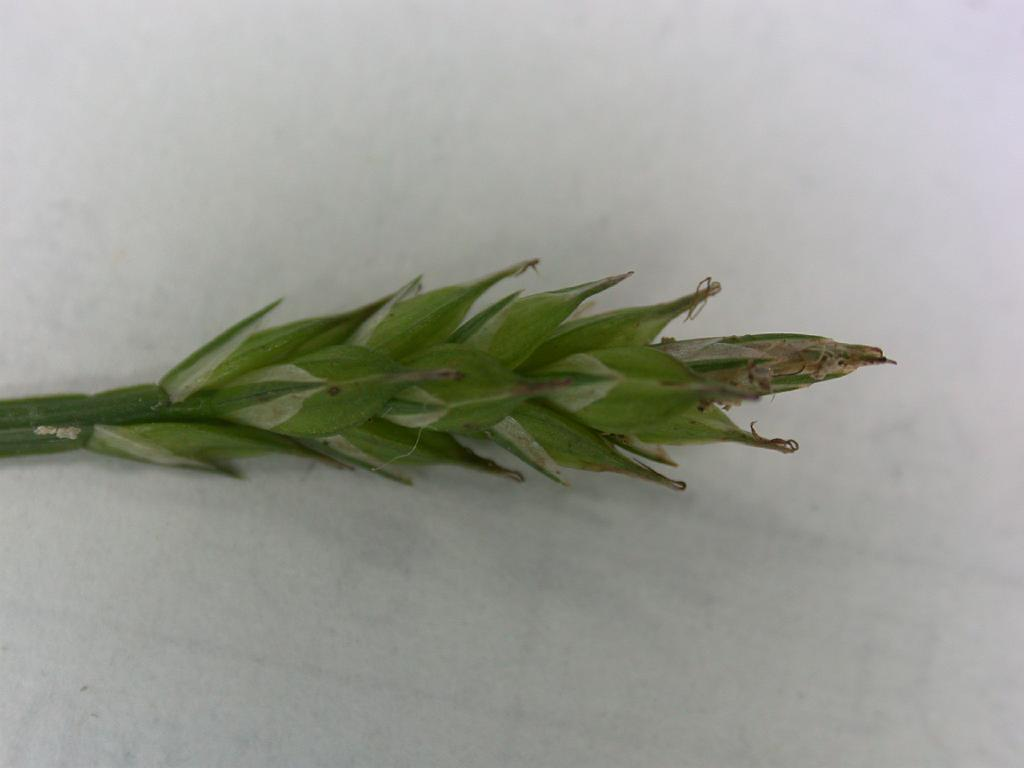